# Delia subnigribasis
Delia subnigribasis este o specie de muște din genul Delia, familia Anthomyiidae, descrisă de Fan și Wang în anul 1982. Conform Catalogue of Life specia Delia subnigribasis nu are subspecii cunoscute.